# Loch Lubnaig
Loch Lubnaig är en sjö i Storbritannien.   Den ligger i kommunen Stirling och riksdelen Skottland, i den nordvästra delen av landet, 600 km nordväst om huvudstaden London. Loch Lubnaig ligger 145 meter över havet.  I omgivningarna runt Loch Lubnaig växer i huvudsak blandskog.